# Baron Sydney
Baron Sydney war ein erblicher britischer Adelstitel, der je einmal in der Peerage of England, der Peerage of Ireland und der Peerage of Great Britain verliehen wurde.

## Verleihungen
Erstmals wurde am 13. Mai 1603 in der Peerage of England der Titel Baron Sydney, of Penshurst, an Robert Sydney verliehen. Er wurde am 4. Mai 1605 zudem zum Viscount L’Isle und am 2. August 1618 zum Earl of Leicester erhoben. Die Titel erloschen beim Tod seines Nachfahren, des 7. Earls, am 7. Juli 1743.
In zweiter Verleihung wurde in der Peerage of Ireland der Titel Baron Sydney, of Stradbally in the Queen’s County, am 14. Juli 1768 für Dudley Cosby geschaffen. Der Titel erlosch bereits bei seinem Tod am 17. Januar 1774.
Am 6. März 1783 wurde in dritter Verleihung in der Peerage of Great Britain der Titel Baron Sydney, of Chislehurst in the County of Kent, für Thomas Townshend geschaffen. Am 11. Juni 1789 wurde er, ebenfalls in der Peerage of Great Britain, zudem zum Viscount Sydney, of St. Leonards in the County of Gloucester erhoben. Sein Enkel, der 3. Viscount, wurde am 27. Februar 1874 in der Peerage of the United Kingdom zum Earl Sydney erhoben. Mit dem Tod des 1. Earls erloschen am 14. Februar 1890 alle drei Titel.

## Liste der Barone Sydney

### Barone Sydney, erste Verleihung (1603)
- Robert Sidney, 1. Earl of Leicester, 1. Baron Sydney (1563–1626)
- Robert Sidney, 2. Earl of Leicester, 2. Baron Sydney (1595–1677)
- Philip Sidney, 3. Earl of Leicester, 3. Baron Sydney (1619–1698)
- Robert Sidney, 4. Earl of Leicester, 4. Baron Sydney (1649–1702)
- Philip Sidney, 5. Earl of Leicester, 5. Baron Sydney (1676–1705)
- John Sidney, 6. Earl of Leicester, 6. Baron Sydney (1680–1737)
- Jocelyn Sidney, 7. Earl of Leicester, 7. Baron Sydney (1682–1743)

### Barone Sydney, zweite Verleihung (1768)
- Dudley Cosby, 1. Baron Sydney (um 1730–1774)

### Barone Sydney, dritte Verleihung (1783)
- Thomas Townshend, 1. Viscount Sydney, 1. Baron Sydney (1732–1800)
- John Townshend, 2. Viscount Sydney, 2. Baron Sydney (1764–1831)
- John Townshend, 1. Earl Sydney, 3. Baron Sydney (1805–1890)